# Кристиан I
Кристиан I, Христиан I (дат. Christian 1.; февраль 1426, Ольденбург — 21 мая 1481, Копенгаген) — король Дании с 28 сентября 1448 года, король Норвегии с 20 ноября 1449 года и король Швеции с 2 июля 1457 по январь 1464 года, (Кальмарская уния), основатель датской ветви династии Ольденбургов.

## Биография
Отец Кристиана, Дитрих Счастливый, сильно расширил родовые владения. В начале 1448 года умер Кристофер III Баварский, король Дании, Норвегии и Швеции. После 8-месячного междуцарствия шведы избрали королём Карла Кнутсона, а датчане, руководимые епископом Роскилле, прежней столицы Дании (до 1443 г.), остановили свой выбор на Кристиане, который вслед за тем обручился с 18-летней вдовой своего предшественника, королевой Доротеей. Свадьба состоялась через год, и два дня спустя Кристиан был коронован датской короной.
Карл Кнутсон с помощью норвежского архиепископа Аслака Болта добился, чтобы его короновали королём Норвегии. Однако в 1450 году он был свергнут, и Кристиан короновался норвежской короной в Тронхейме. Поддерживаемый датским дворянством и владетельными князьями Северной Германии, Кристиан восстановил свою власть в Швеции (1456—1457). Три года спустя ему удалось присоединить и герцогства Шлезвиг и Гольштейн.
Новые восстания в Швеции расшатали унию; сражение под Брункебергом в 1471 году навсегда закрыло путь к восстановлению унии мирным путём. К этому присоединились ссоры Кристиана с братьями и большие финансовые затруднения. В конце своего царствования Кристиан подготовил новый поход в Швецию, но смерть помешала ему исполнению его плана.
При нём основан был Копенгагенский университет.

## Семья
28 октября 1449 года в Копенгагенском соборе Кристиан I женился на вдове предыдущего короля Дании, Норвегии и Швеции Кристофера III Баварского Доротее Бранденбургской, дочери маркграфа Бранденбург-Кульмбахского Иоганна и Барбары Саксен-Виттенбергской. В браке родились пятеро детей:
- Олав (1450—1451);
- Кнуд (1451—1455);
- Иоганн (1455—1513), король Дании и Норвегии в 1481—1513 гг., король Швеции в 1497—1501 гг.;
- Маргарита (1456—1486), с 1469 года супруга короля Шотландии Якова III;
- Фредерик (1471—1533), король Дании и Норвегии в 1523—1533 гг.

## Гербы Кристиана I

герб (щит) короля Кристиана I в то время, когда он был графом Ольденбургским.
герб (щит) Короля Кристиана I, короля Датчан, Готов и Вендов.
герб (щит) короля Кристиана I, короля Датчан, Шведов, Норвежцев и Вендов.
герб (щит) короля Кристиана I, короля Шведов, Датчан, Норвежцев и Вендов и герцога Шлезвиг-Гольштейнского.